# Stacy Galina
Stacy Galina (* 24. September 1966 in Baltimore, Maryland) ist eine US-amerikanische Schauspielerin.

## Leben
Stacy Galina strebte ursprünglich eine Karriere als Ballett-Tänzerin an. Bereits mit 13 Jahren erhielt sie ein Stipendium für die „School of American Ballett“ in New York, musste die Ballett-Ausbildung später allerdings aufgrund zahlreicher Bein-Verletzungen und -Operationen abbrechen. Sie suchte nach einer kreativen und künstlerischen Alternative und fand diese im Bereich der Schauspielerei. So zog sie nach Los Angeles und erhielt von ihrer Agentur Rollen in den Filmen Das bucklige Schlitzohr, Mike Hammer: Murder Takes All (1989) und Abenteuer in Malaysia (1990). Dadurch wurde der Fernsehproduzent David Jacobs auf sie aufmerksam und bot ihr die Rolle der „Mary-Frances“ in Unter der Sonne Kaliforniens an, die allerdings nur als Gastrolle angelegt war. Da Stacy Galina im Folgenden durch ihre Rolle in der Fernsehserie Paradise – Ein Mann, ein Colt, vier Kinder beim Publikum sehr gut ankam, überlegten sich die Produzenten von Unter der Sonne Kaliforniens, wie man Galina zurückholen könnte: Schließlich kreierte man den Charakter von „Kate Whittaker“, Mary-Frances Cousine, die ihr aufs Haar gleichen sollte. Nach dem Aus der Fernsehserie war Galina u. a. 1998 in der fünften Verfilmung der Kinder-des-Zorns-Reihe zu sehen oder spielte Gastrollen in Serien wie Friends.

## Filmografie (Auswahl)
- 1989: Disney-Land (Fernsehserie, Folge Abenteuer in Malaysia)
- 1989: Das bucklige Schlitzohr (Big Man on Campus)
- 1989–1990: Paradise – Ein Mann, ein Colt, vier Kinder (Paradise, Fernsehserie, 2 Folgen)
- 1990: Unter der Sonne Kaliforniens (Knots Landing, Fernsehserie, 62 Folgen)
- 1995: Party of Five (Fernsehserie, Gastrolle)
- 1997: Carol lässt nicht locker (Alright Already, Fernsehserie, 21 Folgen)
- 1998: Kinder des Zorns 5 – Feld des Terrors (Children of the Corn V: Fields of Terror)
- 2000: Friends (Fernsehserie, Gastrolle)
- 2002: Hallo Holly (What I Like About You, Fernsehserie, Gastrolle)
- 2002–2003: Hidden Hills (Fernsehserie, 17 Folgen)
- 2004: Will & Grace (Fernsehserie, Gastrolle)
- 2006: Boston Legal (Fernsehserie, Gastrolle)